# J-20 (戦闘機)
J-20 威龙
殲撃二十型戦闘機
Chengdu J-20 Mighty Dragon
長春航空ショーでのJ-20A (2022年)
- 用途：戦闘機
- 分類：制空戦闘機
- 製造者：中国航空工業集団公司
- 運用者： 中国（中国人民解放軍空軍）
- 初飛行：2011年1月11日[1]
- 生産数：300±機（2024年） [2]
- 運用開始：2017年3月9日
- 運用状況：現役
- ユニットコスト：1億-1億1,000万USドル[3]

J-20（殲-20、歼-20、ピンイン：Jiān-20、殲撃（発音は「ジエンジー」に近い）20型）は、中国航空工業集団公司（AVIC）の成都飛機工業公司が開発した中国人民解放軍空軍の第5世代ジェット戦闘機。コードネームは「威龍（威龙、ウェイロン、Mighty Dragon）」。欧米ではメーカー又は所在地成都のChengduを前記する。
北大西洋条約機構（NATO）により、「フェイギン」（Fagin）というNATOコードネームが割り当てられている。

## 概要
アジアとしては初の実用ステルス機である。
1990年代、中国は四代機（西側の第5世代機相当）ステルス機開発プロジェクトJ-XXを立ち上げる。各社設計からAVICは成都飛機の案を採用。2010年末までに試作機の飛行試験機が製作された。
当初正体不明であり、名称も報道仮称であったが、2016年10月に中国人民解放軍空軍「空軍発布（空军发布）」が初めて「殲-20」という名称を使い、正式名称として定着した。開発時コードは「鯤鵬」（こんぽう=伝説の巨鳥）とされたが、これは後に大型輸送機Y-20 (航空機)のコードネームとなっている。中国軍事マニアはJ-XX 設計案を四代機（西側の第5世代機相当）の発音の類似と薄く平らな設計から、「絲帯（絲帶/丝带、リボンの意）、発音は四代がsìdài、絲帯がsīdài）」と呼んでいた。また、2010年末に軍事関連のウェブサイトに画像が掲載されたことで機体形状が明らかになった。
空軍首脳は2009年、中国初のステルス戦闘機がまもなくテスト飛行の段階に入ると述べており、その8-10年後に配備されるであろうとしていた。
2011年に成都市の成都飛機敷地内で飛行を伴わないタキシング（地上走行）が確認された。技術実証機兼試作機は2011年1月11日に初飛行に成功。電波吸収塗装と考えられる黒色をベースに、赤い星に金の縁取りの国籍マーク（フィンフラッシュ）の施された1号機は機首番号から「2001」号機と呼ばれた。2012年には2機目の「2002」号機が初飛行。
2011年1月に1999年のコソボ紛争で撃墜されたF-117の残骸から得られたステルス技術が中国機に使用されたと紛争時のクロアチア陸軍参謀総長だったドマゼット＝ロソが主張したが、中国は反論。アメリカ国防総省のジェフ・モレル報道官も会見で、過熱ぎみの脅威論を懐疑し、報道に否定的な見解を示した。F-35やB-2などデータを標的に設計者のノシル・ゴワディアらへのスパイ行為や中国ハッカーのサイバー攻撃が度々指摘されているが、関連性は不明である。
2016年11月に広東省で開催された珠海中国国際航空宇宙博覧会で初公開、試作機の黒とは異なるグレーの塗装が施された2機による展示飛行も行われた。
2017年3月9日、J-20が空軍に実戦配備されたと伝え、9月28日には国防部も就役を発表。
2018年9月6日、J-20が今年末にも量産体制に入る見込みだと報じ、9月9日には年間40機生産される可能性があると報じている。
2022年4月、AVIC幹部はJ-20が2019年に東部戦区に配備され、東シナ海や南シナ海での常態的に飛行訓練していると語った。

## 設計

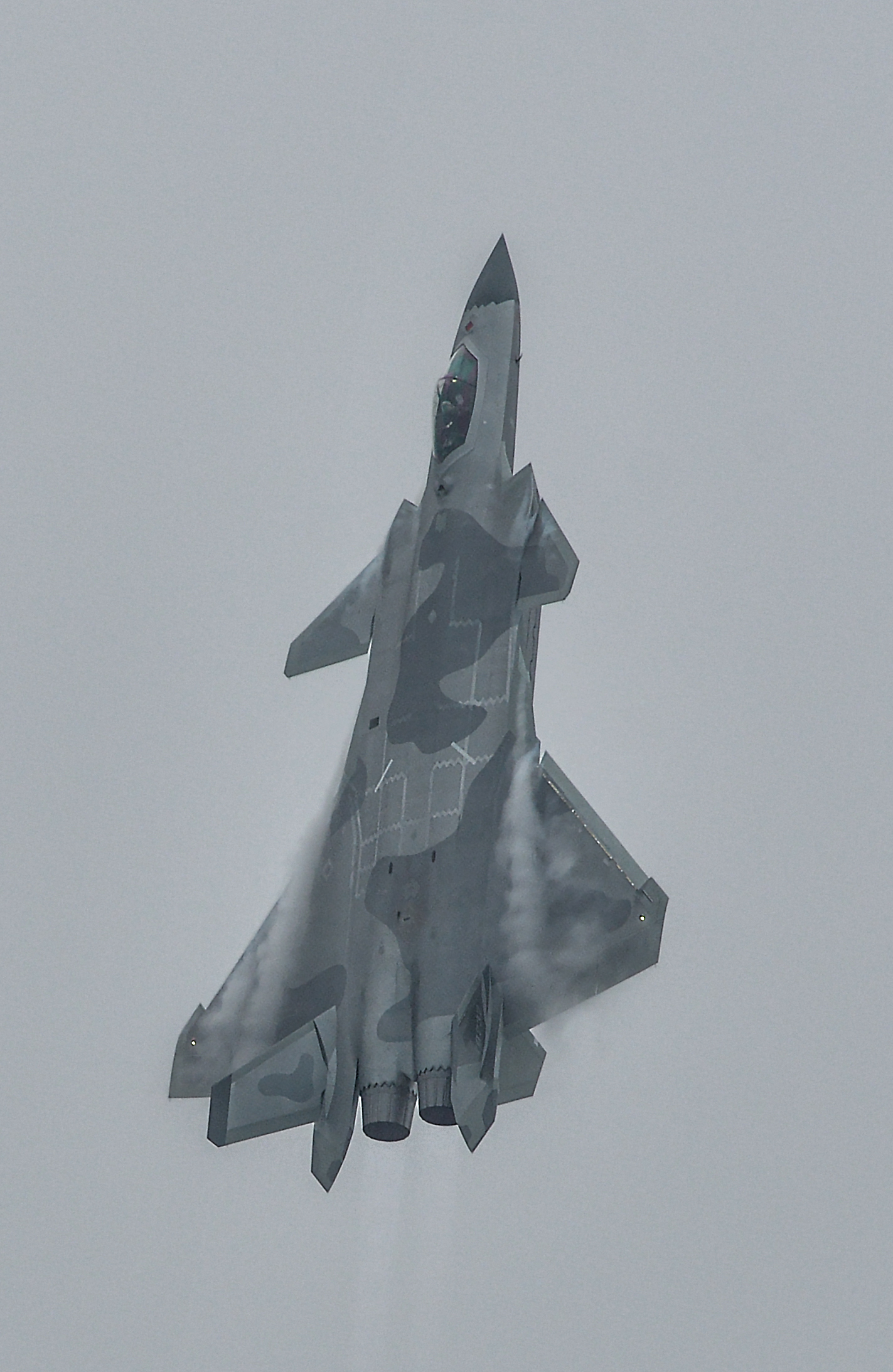
J-20

外形
ロシアスホーイのSu-57やアメリカロッキード・マーティンのF-22 ラプターとほぼ同サイズ。全長は若干長いが、翼幅は短い。
機首の断面はF-22に似た菱形、エアインテークはF-35のようにダイバータレス超音速インレット（DSI）エアインテークを採用。DSIはアメリカが1996年に実験機F-16DSIでテストした技術であり、中国とパキスタンが共同開発したFC-1で全面採用。後にJ-10BやFTC-2000でも採用されており、中国機の特徴のとなっている。DSIはステルス性に優れるが、高速時のエンジン効率が下がり、速度はM1.7～M1.8とされる。ただし、F-16の試験時には通常のダイバーター方式と同じ最高速度M2.0と飛行性能を達成しており、影響がどの程度かは不明である。
翼はカナードと後縁に緩い前進角を持つデルタ翼に近い主翼を組み合わせたクロースカップルドデルタ翼で、垂直尾翼下にベントラルフィンを持つ。同様の組み合わせはタイフーンやラファールといった欧州機、中国のJ-10でも採用しているがそれらは単垂直尾翼であり、本機の傾斜した双垂直尾翼とベントラルフィンの組み合わせはミコヤンの試作した1.44に近い。海外専門家にはカナードがないとバラバラになると指摘するものもいた。
ステルス性のために、垂直尾翼およびベントラルフィンの傾斜は胴体側面の角度と等しくなっている。カナードと垂直尾翼は全遊動式で、垂直尾翼は90度近くまで作動することからYF-23の尾翼同様にエアブレーキとしても機能すると見られる。
カナード
カナード採用は揚力や運動性が増す反面、ステルス性能を下げるとの通説もあり、ステルス機には不向きとの意見もある。翼が増えれば電波反射面の増加は避けられないので無ければ無いほうが良いとされる一方、最近研究ではカナードがRCSに与える影響は小さいとするものもある。F-22が水平尾翼を作動させた状態とJ-20がカナードを可動させた時の正面投影面積は大差ないとされる。
また、カナードに電波吸収塗料（RAM）を塗布または電波吸収構造（RAS）を採用、翼自体を複合素材で制作したり、格闘戦など機動力を重視するとき以外はカナードを主翼と同じ角度で固定するなどでRCSを抑える対策はある。
エンジン
ジェットエンジンはターボファンエンジン2基を並列搭載している。
ロシア製サトゥールン 117S（AL-41F1S）ターボファンエンジンを搭載していると推測される。しかし、写真を見る限り排気ノズルには推力偏向機構は付けられていない。
試作1号機では117Sが使われていると見られるが、試作2号機には中国の開発した国産ターボファンエンジンWS-10Gが搭載されているという。航空専門家ビル・スィートマンによると、2機の試作機はエンジンノズルの形状が異なり、それぞれAL-31FとWS-10A（WS-15とする資料もある）を搭載しているとした。
アビオニクス
アクティブ電子走査アレイ（AESA）レーダーを搭載しており、送受信モジュールは約2,000-2,200個の、電力出力は24kWに達する。モジュール数及び出力はF-22のAN/APG-77を上回っているため、探知距離がより長いと推測されている。
機体各部に複数のセンサーを備えており、F-35のAN/AAQ-37（EO-DAS）に酷似した分散開口システム（DAS）を採用しているとされる。
機首下面にはF-35のEOTS-86（EOTS）らしきフェアリングも備えているが、空対空目標の捕捉・照準が中心で対地攻撃能力が限定的又は皆無とされている。
第5世代機では世界初となる複座型J-20Sを開発。副操縦士により、各種情報処理や随伴無人機（オーストラリア軍のドローンMQ-28 ゴーストバットのようなロイヤルウィングマン）の管理等を行うと推測されている。

## 型式
J-20
実証試作機
機体番号200Xで2機製造された最初の試作機。
2010年に確認。中国初のステルス技術を確認する技術実証機でもあり、レイアウトは同一だが平面なウェポンベイハッチなど未成熟な部分も見られる。ロシアから輸入したAL-31FM2エンジンを搭載。機体塗装は黒。
開発試作機
機体番号201Xで7機製造された量産試作機。
2014年に確認。実用化に向けた改修に供され、機体毎に細部を見変更箇所が存在する。機体塗装はグレーで機体外縁がより明るいグレーで塗装されている。
先行量産型
初期の量産型。
2015年にまず機体番号210Xの運用試験機3機製造され、5桁の機体番号で配備に移行。2016年に公式公開された。初期はグレー部分にスプリッター迷彩が施されている
ロシア製エンジンの輸入がボトルネックとなり、2017年の量産開始から製造は低調で機体数は20機前後。
フルレート量産型
エンジンを国産のWS-10Cに換装した量産機。
エンジン供給問題が解決され、年間製造数は100機近くまで伸びた。レーダーリフレクターは今までシリンダー型の後付け式が使用されていたが、角柱型の格納式に変更されている。
J-20A
エンジンをWS-15に換装した試作機。
WS-15への最適化やフィードバックによるアップグレードとされる形状変更が行われており、一部はS型とも共通している。量産型をA型、WS-15搭載機をB型とする推測もあったが、「2051」号機の発見でA型であることが分かった。
J-20S
複座型。
ステルス戦闘機の複座化はいくつか計画されたが、製造に至ったのは世界初。こちらがJ-20Bとされることもあったが、2024年の航空ショーにてS型と確認された。

## 配備
中国
- 中国人民解放軍空軍

度防衛白書によれば、2022年50機、2023年140機（90機増）、2024年200機（60機増）と年々配備数を増やしている。

## 要目
推定スペック。
諸元
- 乗員：1～2名
- 全長：21.2 m
- 全幅：13.01 m
- 全高：4.69 m
- ホイールベース：6.7 m
- ホイールトラック：3.6 m
- 主翼面積：59 m2
- カナード翼面積：7.8 m2（合計）
- 垂直安定板面積：8.9 m2（合計）
- 空虚重量：17,000 kg
- 最大離陸重量：36,300 kg
- エンジン：
  - 試作型/先行量産型 AL-31F-M2 142kN ×2
  - 量産型 WS-10C (ターボファンエンジン) 147kN ×2
  - 発展型 WS-15 (ターボファンエンジン) 156kN ×2

性能
- 最大速度：M2.0
- 実用上昇限度：20,000 m(66,000 ft)[39]
- 戦闘行動半径：2,000 km (1,200 mi, 1,100 nmi)[39]
- 最大航続距離：5,500 km (3,400 mi, 3,000 nmi) [39]
  - 外部燃料タンク2基搭載時
- 兵器類最大搭載重量：11,000 kg
  - ウェポンベイ×4　サイドウェポンベイ×2
  - 外部ハードポイント×4

アビオニクス
- KLJ-5 AESAレーダー
- EOTS-86 電子光学標的システム
- EORD-31 赤外線探索
- 光電子分散開口システム(EODAS)

武装
- ウェポンベイ内
  - PL-10(短距離空対空ミサイル)
  - PL-12(中距離空対空ミサイル)
  - PL-15(長距離空対空ミサイル)

## 登場作品

### 映画
『スカイハンター 空天猟』
中国空軍の秘密部隊に所属する主人公が搭乗。 中国軍広報部が全面協力しており、多くのシーンに実機が使われている。

### 漫画
『空母いぶき』
架空の艦上戦闘機型が登場。中国海軍の架空空母「広東」に搭載され、北海艦隊空母機動部隊の航空戦力として、海上自衛隊第5護衛隊群の架空航空機搭載護衛艦「いぶき」とその搭載機F-35JBと交戦する。

### ゲーム
『コール オブ デューティ ブラックオプス2』
2025年の中国空軍の主力戦闘機として改良型が登場する。
『バトルフィールド4』
中国軍のステルス戦闘機として登場し、プレイヤー操縦も可能。
『Modern Warships』
プレイヤーが操作可能な艦載機として登場する。

### 模型
ドラゴンモデルズ 1/144スケール プラモデル。
初飛行4ヶ月後の2011年5月に香港の模型メーカーから発売。
細部の省略された小型モデルで、地上テストの映像の確認から約5ヶ月という異例の期間で射出成形キットが開発されており、メーカーは機体確認以前から開発をスタートしたとしている。
形状は画像と大差なく、胴体下面には画像ではほぼ確認できないウェポンベイがモールドされている。サイズはは長さ153mm（ピトー管を含まず）、幅93mm。推定実機サイズは長さ約22.0m、幅約13.4mとみられる。